# Henri Viard
Pour les articles homonymes, voir Viard.
Henri Viard, né le 11 août 1921 à Paris et mort le 17 septembre 2008 à Sens, est un écrivain et scénariste français, auteur de plusieurs romans policiers humoristiques.

## Biographie
Après des « études universitaires à Paris, Montpellier, Heidelberg et New York », notamment en sciences politiques, il participe à la Deuxième Guerre mondiale. Capturé par les Allemands, il est interné dans un camp en Poméranie dont il s'évade. À la fin du conflit, il est employé au Quai d'Orsay jusqu'en 1950. Il partage ensuite son temps entre la conception d'inventions, notamment une moto pliante dont le brevet est vendu à Honda, et l'écriture d'ouvrages de littérature populaire.
Ses premiers romans, Les Soleils verts (1956) et L'enfer est dans le ciel (1958), appartiennent à la science-fiction, mais c'est le genre policier dans lequel il pratique, avec Bernard Zacharias, le pastiche de quatre œuvres célèbres qui fera sa renommée. Le premier, Le Roi des Mirmidous, est une transposition parodique de l’Iliade d'Homère , le deuxième, L'Embrumé, est une parodie de Hamlet de William Shakespeare, le troisième, Le Mytheux, une transposition de Lorenzaccio de Alfred de Musset, et le quatrième, L'Aristocloche, une transposition de Don Quichotte de Miguel de Cervantes. Ces ouvrages sont publiés dans la Série Noire sous la signature "Viard & Zacharias". 
Il invente aussi des exploits loufoques à de grandes figures de l'Histoire : Napoléon Bonaparte dans La Bande à Bonape (1969) et Ça roule pour Bonape (1984), et Mussolini dans Le Chaos Boy (1970).
Il a également signé des scénarios avec Michel Audiard.

## Œuvre

### Romans de science-fiction
- Les Soleils verts, Paris, Jebeber, 1956 (signé Henry Ward)
- L'enfer est dans le ciel, Paris, Del Duca, 1958

### Romans policiers
- Le Secret du président, Paris, Denoël, 1966
- Le Roi des Mirmidous, avec Bernard Zacharias, Paris, Gallimard, coll. « Série noire » no 1018, 1966 ; réédition Paris, Gallimard, coll. « La Poche noire » no 107, 1970 ; réédition Paris, Gallimard, coll. « Carré noir » no 426, 1982
- L'Embrumé, avec Bernard Zacharias, Paris, Gallimard, coll. « Série noire » no 1075, 1966 ; réédition Paris, Gallimard, coll. « La Poche noire » no 161, 1971 ; réédition Paris, Gallimard, coll. « Carré noir » no 340, 1980
- Le Mytheux, avec Bernard Zacharias, Paris, Gallimard, coll. « Série noire » no 1110, 1967 ; réédition Paris, Gallimard, coll. « Carré noir » no 27, 1972
- L'Aristocloche, avec Bernard Zacharias, Paris, Gallimard, coll. « Série noire » no 1222, 1968 ; réédition Paris, Gallimard, coll. « Carré noir » no 143, 1973
- La Bande à Bonape, Paris, Gallimard, coll. « Série noire » no 1252, 1969 ; réédition Paris, LGF, coll. « Le Livre de poche policier » no 2857, 1971 ; réédition Paris, Gallimard, coll. « Carré noir » no 509, 1984
- Rira bien qui mourra le dernier !, Paris, Laffont, 1970
- Rira bien qui mourra le dernier ! 2, Le Chaos-boy, Paris, Laffont, 1970
- La Cloche tibétaine, avec Dominique Eudes, Paris, Laffont, 1974
- Un juge, un flic, avec Rémy Simon, Paris, Nathan, 1977
- Ça roule pour Bonape, Paris, Balland, 1984 ; réédition Paris, LGF, coll. « Le Livre de poche » no 6033, 1985
- L'Affaire Saint-Romans, Paris, Le Pré aux Clercs, 1988

### Romans
- Jolie Friponne, Éditions de Paris, coll. « Série blonde », 1957 (signé Louis-François Beaumetz)

### Théâtre
- Les Murs de Palata, 1958

### Scénarios
- 1968 : Faut pas prendre les enfants du bon Dieu pour des canards sauvages avec Michel Audiard
- 1971-1974 : Aux frontières du possible avec Jacques Bergier
- 1972 : Les Proxénètes (Ettore lo fusto), adaptation de son roman Le Roi des Mirmidous, réalisé par Enzo G. Castellari
- 1973 : Karatekas and co, série télévisée de Edmond Tyborowski avec Jean Marais
- 1974 : Le Bourgeois gentil mec avec Bernard Zacharias
- 1974 : Vive la France avec Michel Audiard
- 1977 : Un juge, un flic

## Sources
- Claude Mesplède (dir.), Dictionnaire des littératures policières, vol. 2 : J - Z, Nantes, Joseph K, coll. « Temps noir », 2007, 1086 p. (ISBN 978-2-910-68645-1, OCLC 315873361), p. 961-962.